# Star Wars: X-Wing
Star Wars: X-Wing is een ruimtevluchtsimulatorcomputerspel uit 1993 van Totally Games en uitgebracht door LucasArts. Het is het eerste spel van LucasArts gebaseerd op de Star Wars-franchise. Het is een van de eerste spellen dat gebruikmaakt van 3D polygone tekeningen en tevens het eerste niet-avonturenspel met iMUSE-muziektechnologie.
Het verhaal speelt zich af voor en tijdens Star Wars Episode IV: A New Hope. De speler is lid van de Rebellenalliantie en bestuurt een X-wing. De co-piloot wordt door de computer gespeeld. Het spel bestaat uit drie rondes met elk tussen de 12 en 14 missies welke voorafgegaan worden door cutscenes en briefings.

## Spelbesturing
Bij start van het spel kiest de speler uit een lijst van voorgedefinieerde piloten. Vervolgens wordt hij verwelkomd aan boord van de Independence, een Mon Calamari Star Cruiser. Hier kan de speler kiezen uit drie spelmodi: "Proving ground", "Historical simulator" en "Tour of Duty". In "proving ground", wat kan aanzien worden als een cursus hoe te vliegen met een X-Wing, manouvreert de speler met zijn starfighter door een parcours met allerhande obstakels. De vlucht moet binnen een voorgedefinieerde tijd worden uitgevlogen. De "historische simulator" bevat per default "missies uit het verleden die worden herspeeld". Deze missies hebben op zich niets te maken met het verhaal van het comuterspel. "Tour of Duty" is het eigenlijke spel. Indien een missie met succes werd uitgevoerd, wordt dit ook beschikbaar in de "historische simulator". Daarnaast is er nog een "technische kamer" met bijkomende afbeeldingen en een "filmkamer" om opgenomen vluchtdata te herbekijken.
Alle vluchten spelen zich af in het heelal. De speler ondervindt geen gevolgen van zwaartekracht of andere atmosferische effecten. De starfighters zijn uitgerust met heroplaadbare laserwapens en een beperkt aantal springkoppen. De speler dient naast het vliegen ook het vermogen van het schip te controleren alsook de schilden en motors. Het veer verliest snelheid bij opladen van de lasers.
Het type van missie is variërend waaronder ruimtegevechten, escorte of ontmantelen van andere schepen en groepsaanvallen. In het originele spel op diskettes kon de speler zelf een co-piloot aanduiden. Deze optie werd verwijderd in latere uitgaves.

## Licentie
Tot 1992 had Brøderbund een licentie om Star Wars-computerspellen te ontwikkelen. Toen LucasArts daarna de licentie kreeg, werd Lawrence Holland aangeduid als ontwikkelaar aangezien hij ervaring had met simulatiespellen die zich afspeelden tijdens Wereldoorlog II.

## Uitgaves
X-Wing kwam oorspronkelijk uit in 1993 op diskettes. In februari van dat jaar kwamen er al twee uitbreidingen: Imperial Pursuit en B-Wing. Er waren plannen voor een derde uitbreiding, maar dit werd geschrapt. Doch elementen uit deze niet-geproduceerde uitbreiding werden gebruikt in X-Wing: special edition en TIE Fighter.
In 1994 verscheen de opvolger TIE Fighter. Later in dat jaar bracht LucasArts Collector's CD-ROM Edition welke beide spellen + uitbreidingen bevat. Daarnaast werd X-Wing geherprogrammeerd in dezelfde engine dan Tie Fighter. Deze engine ondersteunt Gouraud schaduw en betere renderingstechnieken. Ook zijn er een aantal aanpassingen in de missies, cutscenes, bonusrondes, voice-overs en briefings. Deze versie had ook ingesproken teksten waarvoor beroep werd gedaan op onder andere Erik Bauersfeld en Clive Revill. Mensen die destijds het spel op diskette hadden gekocht, konden een upgrade doen naar de "Gold Edition": dit was de Collector's cd-rom editie maar dan geperst op een goudkleurige cd.
In 1998 bracht LucasArts het spel opnieuw uit onder de titel X-Wing Collector Series. Ook nu werd het spel herontwikkeld in dezelfde engine die werd gebruikt voor X-Wing vs. TIE Fighter. Deze engine supporteert 3D hardware acceleratie en textuurmapping. Ook de briefings werden ietwat aangepast. Dit spel werkte niet meer onder DOS, wel onder Windows 9x. Ook werden de MIDI-muziek en IMUSE vervangen door cd-da.
In oktober 2014 werden X-Wing en TIE Fighter nogmaals uitgebracht, maar in een gedigitaliseerde versie. Als extra zijn ook de originele DOS en Windows versies beschikbaar en aangepast om te kunnen werken op computers anno 2014.